# Дзиенджъ
Дзиенджъ е традиционно китайско изкуство на изрязване на декоративни силуети в хартия с ножица или нож с разнообразни мотиви от областта на културата, религията и бита на древен Китай.
Дзиенджъ се появява преди около 2000 години след като Цай Лун, сановник и евнух, живял през епохата на династия Хан, изобретява нов начин за производство на хартия.
Дзиенджъ изкуството от Китай се разпространява в Монголия, Япония и други страни от Далечния Изток. В Япония правенето и изрязването на фигури от хартия е наречено „оригами“.